# Grégoire M’Bida
Grégoire M’Bida Ndzana pseudonim „Arentes” (ur. 27 stycznia 1955 w Jaunde) – kameruński piłkarz, występował na pozycji pomocnika.

## Życiorys
M’Bida to były zawodnik Canonu Jaunde. Karierę kończył w sezonie 1989/1990 w klubie z Luksemburga, Alliance Dudelange. Grał również we Francji, w klubach: SC Bastia, Angers SCO, USL Dunkerque, Thonon i CS Sedan.
Ma za sobą udział w Mistrzostwach Świata 1982, na których rozegrał wszystkie trzy mecze i strzelił jedyną bramkę dla reprezentacji Kamerunu na tym Mundialu. M’Bida wpisał się na listę strzelców w 61 minucie meczu z Włochami, minutę po bramce Francesco Grazianiego na 0:1. M’Bida uczestniczył w zdobyciu pierwszego złotego medalu na Pucharze Narodów Afryki. Turniej ten odbywał się w 1984 na boiskach Wybrzeża Kości Słoniowej. W finale Kameruńczycy pokonali Nigerię 3:1, a M’Bida rozegrał pełne 90 minut.